# 丽鹑螺
丽鹑螺（学名：Tonna magnifica），是异足目鹑螺科鹑螺属的一种。主要分布于中国大陆，常栖息在潮下带。